# Филкинс, Зак
Зак Филкинс — американский гитарист, певец и модель, участник поп-рок группы OneRepublic.

## Биография
Родился Филкинс в штате Колорадо в США 15 сентября 1978 году. В детстве тратил время на изучение классической гитары. Учился в средней школе Колорадо-Спрингс. Там и познакомился с Райаном Теддером, будущим участником созданной ими группы. Вместе образовали группу OneRepublic. После популярности в социальной сети Myspace им предложили контракт такие звукозаписывающие лейблы как Interscope Records.